# Municipio de West Blue (condado de Adams)
El municipio de West Blue (en inglés: West Blue Township) es un municipio ubicado en el condado de Adams en el estado estadounidense de Nebraska. En el año 2010 tenía una población de 321 habitantes y una densidad poblacional de 3,88 personas por km².

## Geografía
El municipio de West Blue se encuentra ubicado en las coordenadas 40°39′31″N 98°19′33″O / 40.65861, -98.32583. Según la Oficina del Censo de los Estados Unidos, el municipio tiene una superficie total de 82.75 km², de la cual 82,62 km² corresponden a tierra firme y (0,16 %) 0,13 km² es agua.

## Demografía
Según el censo de 2010, había 321 personas residiendo en el municipio de West Blue. La densidad de población era de 3,88 hab./km². De los 321 habitantes, el municipio de West Blue estaba compuesto por el 98,44 % blancos, el 1,25 % eran de otras razas y el 0,31 % eran de una mezcla de razas. Del total de la población el 3,12 % eran hispanos o latinos de cualquier raza.